# Можайсько-Малоярославецька операція
Можайсько-Малоярославецька операція — оборонна операція Західного фронту протягом 10—30 жовтня 1941 року в ході битви за Москву. В ході битви за Москву за 67 днів втрати чотирьох радянських фронтів становили із загальної кількості радянських військових вбитими 514 000 людей, пораненими — 144 000; середньодобові — 9825 людей за добу

## Передумови
Група армій «Центр» Федора фон Бока наступає на Москву силами трьох корпусів 4-ї польової армії Клюге, для відбиття атак радянське командування вибирає Можайську лінію оборони.
Після тяжкої поразки у Вяземській операції Ставка ВГК основні зусилля в обороні Москви зосереджує на Можайській лінії оборони.
В склад Західного фронту протягом тижня з резерву Ставки та Північно-Західного і Південно-Західного фронтів й Московського військового округу прибуває 14 стрілецьких дивізій, 16 танкових бригад, понад 40 артилерійських полків та інші частини.
Для організації протитанкової оборони в Можайськ 4 жовтня скерований начальник артилерії Резервного фронту генерал-майор Л. О. Говоров.
9 жовтня створюється Можайська лінія оборони під керуванням генерал-лейтенанта П. А. Артем'єва, Говоров — заступник.
10 жовтня решта військ Резервного фронту передається в склад Західного фронту, командуючим призначений Георгій Жуков, заступником — І. С. Конєв.

## Формування ліній оборони
На Можайській лінії оборони збиралися війська, відступаючі з-під Вязьми. Також розгортаються новосформовані армії: 16-та генерала К. К. Рокосовського — під Волоколамськом, 33-тя генерала М. Г. Єфремова, комбриг Д. П. Онупрієнко — біля Наро-Фомінська, 43-тя генерала К. Д. Голубєва — поблизу Малоярославця, 49-та генерала І. Г. Захаркіна — в районі Серпухова.
Перша лінія Можайської оборони пролягала таким чином: річка Лама — Волоколамськ — Бородіно — Ільїнське — Детчино — Калуга — Тула.
Друга оборонна лінія пролягала по Клину, Істринському водосховищу, Істрі, Звенігороду, річці Москві, Нарських ставках, Наро-Фомінську, річці Нарі, Серпухову.
Третя лінія оборони йшла через Хлєбніково, Нахабіно та Домодєдово. Можайська лінія оборони не була добудована — орієнтовно оборонні укрпіплення були зведені на 40 % від запланованої кількості.
На передній лінії було виділено три укріпрайони — Волоколамський № 35, Можайський № 36, Малярославський № 37. Планувалося в Волоколамському укріпрайоні на протяжності 120 кілометрів розмістити 6 дивізій, у Можайському — на 80 км — 5 дивізій, Малярославецький з фронтом 55 км планувався на розміщення 6 дивізій, Калузький УР з фронтом 75 км мав прийняти 4 дивізії.
Окрім того на кожному напрямі в резерві мала бути стрілецька дивізія. Загальна протяжність фронту становила 220 кілометрів, з них 65 — переважно на зімкненнях укріпрайонів — не мали військового прикриття.
Станом на початок операції на цих укріплених районах 25 дивізій не було.
9 жовтня нацисти захопили Гжатськ і основні сили рухаються на Можайськ. Їм бій дає радянська 5-та армія на 125-ту кілометрі Мінського шосе біля села Єльня — це була передова лінія Можайського укріпленого району; тут оборонявся батальйон капітана П. І. Романова з 17-го стрілецького полку. В дотах по обидві сторони дороги стояли протитанкові гранати, при наближєнні нацистів радянські сапери підірвали міст через річку Єленку.
У смузі оборони від Московського моря до Калуги в складі 4 армій нараховувалося 90000 людей.

## Початок операції
10 жовтня німецькі 12-й генерала піхоти Шрота і 13-й армійські корпуси генерала піхоти Г. Фельбера проривають оборону на Калузькому і Малоярославецькому напрямах. 57-й моторизований корпус генерала танкових війська А. Кунтцена з 3-ї танкової групи Германа Гота наступають на Малоярославецькому напрямку.
11 жовтня починаються бої на підступах до Бородіна, перший удар прийняла 32-га дивізія полковника В. І. Полосухіна та придані їй 18-та і 19-та танкові бригади, 121-й, 367-й й 421-й протитанкові полки. Їй на підтримку прибули 18-та та 19-та танкові бригади, 121-й, 367-й і 421-й протитанкові полки. Тут наступали моторизована дивізія СС «Дас Райх» — 152 танки — та 10-та танкова дивізія 40-го моторизованого корпусу. Наступом в напрямі Вереї німецькі сили намагаються зірвати ще незакінчене зосередження радянської 32-ї дивізії та перерізати біля Дорохова шосе з Можайська на Москву. Тут їх зустріли курсанти та частини 230-го запасного полку і саперного батальйону — спочатку на південний схід від Гжатська, по тому бої точилися на лінії станції Уварово-Соловйово. З приходом підкріплення — 322-го стрілецького полку капітана Щербакова нацисти вибиті з Шевардіно, йдуть бої за Утіци. На світанку 15 жовтня батальйон 322-го стрілецького полку напав на гарнізон німців в селі Рогачово, вбито до 200 вояків противника, закріпитися не вдалося через підхід нацистського підкріплення, радянські бійці займають оборону в Шевардінському редуті. Того ж дня німецька піхота й танки виходять до Артьомок, там їм бій дали курсанти московського військового училища — з 600 курсантів живими лишилося 113. На підмогу прийшла 20-та танкова бригада, в тому бою знищила 10 танків та 15 гармат.

Бої на Бородінському полі.

Того ж дня була прорвана радянська оборона між Можайським і Малоярославецьким укріпленими районами, німецькі сили розвивають наступ на Боровськ та Верею. 2-й звідний полк дивізії особливого призначення ім. Дзержинського вранці 12 жовтня вступив в бої за Боровськ з метою утримати місто до 13 жовтня — мали підійти 110-та та 113-та дивізії Московського ополчення. Під Боровськом бої велися до 15 жовтня, після охоплення з флангів радянські війська відходять із міста; зазнавши великих втрат, ополченці відходять до Наро-Фомінська та на річку Протва, де розгортаються основні сили 43-ї армії. 110-та стрілецька дивізія полковника С. Т. Гладишева за тиждень боїв під Наро-Фомінськом втратила пораненими та вбитими 6179 людей.
Цього дня всі частини Можайської лінії оборони об'єднуються в 5-ту армію, командуючий — генерал-лейтенант Д. Д. Лелюшенко.
Біля Ільїнського знаходився один із відділків Малярославецького укріпрайону, там розміщалися 312-та стрілецька дивізія, 5 артилерійських полків — до 100 гармат, Подольське піхотне училище, Подольське артилерійське училище, до десятка різних підрозділів, саперний батальйон, в розпорядженні 17-та танкова бригада. 11-12 жовтня в позиційних боях на цьому напрямі нацисти просунутися не змогли. 13 жовтня західніше Ільїнського німецькі частини просунулися на 2-3 кілометри, на правому фланзі наступу зосереджують 40-50 танків, 113-та стрілецька дивізія відкидає групи мотопіхоти та мотоциклістів, веде бої на західній окраїнці Боровського.
До 200 німецьких танків з піхотою наступають на Боровськ в місці оборони курсантів Подольських училищ, ще до 50 танків роблять допоміжний удар, для їх призупинення в околиці села Желудовка (Малоярославецький район) висуваються два піхотні батальйони, дві батареї зеніток і одна батарея «катюш». 13 жовтня німці проривають радянську оборону біля Митрофанова, заходять в тил радянським силам східніше Ільїнського, перерізають дорогу Ільїнське — Малоярославець, в кінці дня 15 німецьких танків знищені під Ільїнським оборонним участком.
13 жовтня починаються запеклі позиційні бої на рубежах Можайського і Малоярославецького укріплених районів. 16-та армія Рокосовського прикривала Волоколамський напрям, північніше Волоколамська аж впритул до Волзького водосховища оборонявся 3-й кавкорпус генерала Доватора — прибув 13 жовтня після виходу з оточення. Зліва від нього діяв зведений курсантський полк, створений з курсантів військового училища ім. ВР РРФСР. З півдня обороняла Волоколамськ прибула 316-та стрілецька дивізія; в резерві 16-ї дивізії знаходився стрілецький полк 126-ї стрілецької дивізії та 18-та стрілецька дивізія. 53-тя стрілецька дивізія з 17-ю танковою бригадою в контратаці того дня змогла відбити село Сокольники.
П'ять днів радянська 5-та армія стримувала нацистський натиск західніше Можайська — піхотний та армійський корпуси, німці втратили тисячі вбитими та вийшли з ладу десятки танків. Німці обходять з флангів 32-гу дивізію, радянські полки відходять на Можайськ, люфтваффе бомбардує місто.

Радянська контратака під Дорохово.

14 жовтня починається німецький наступ на Можайському та Волоколамському напрямах прибулими з-під Вязьми 40-м моторизованим корпусом Георга Штумме та 46-м мотокорпусом Фітінгоф-Шееля та мотокорпусами 4-ї танкової групи Гепнера. Німецький батальйон наступає в напрямі Великої та Малої Шубинок (Калузька область), студенти Подольського училища вечірньою контратакою їх вибили; наступного дня німці знову займають ці села, курсанти частково розсіяні і відходять дрібними групами. 16 жовтня в район Шубинок виходить радянський стрілецький полк 53-ї дивізії.
Бої за Боровськ тривали до 15 жовтня, охоплення з флангів примушує радянські частини відійти.
На 15 жовтня в Волоколамському укріпленому районі знаходився 21 піхотний батальйон, 6 кавалерійських полків, 125 польових гармат та 73 протитанкові — на 100 кілометрів фронту. Станом на цей день в 18-й радянській танковій бригаді з 29 танків в строю лишилося 17.
16 жовтня починаються бої на межах Волоколамського укріпленого району — проти радянської 16-ї армії наступають німецькі дві піхотні та дві танкові дивізії, головний удар припав в напрямі Осташово — Волоколамськ — на 316-ту дивізію Панфілова, обороняючу підступи до Волоколамського шосе; 110-та німецька піхотна дивізія завдає допоміжного удару на північ від залізниці Шаховська — Волоколамськ.
Того ж дня німці під Бородіно поновлюють наступ на 285-й піхотний полк силами піхоти та до 60 танків, до вечора оволоділи населеним пунктом і залізничною станцією.
Станом на 16 жовтня у 21-го танкового полку 20-ї танкової дивізії з 104 танків лишався 61.
Протягом 16-17 жовтня приймаються дві спроби вирівняти становище під Малоярославцем силами полків 53-ї стрілецької дивізії та приданих підрозділів, успіху не мали. Під вечір 17 жовтня до 15 німецьких тяжких та середніх танків з мотопіхотою атакують позиції полку 53-ї дивізії і проривають їх, полк розсіюється, нацисти ближче до ночі підходять до Малоярославця і починають обстріл.
17 жовтня німецькі сили атакують кавкорпус Доватора північніше Волоколамська та одночасно поблизу Боличево — на зімкненні з 5-ю армією, зосередивши проти одного полку 316-ї дивізії до 100 танків. Після невеликого просування відкинуті підоспілою артилерійською підмогою. 18-19 жовтня на цьому участку продовжувалися цілоденні бої, 316-та дивізія дещо відтіснена, німці через великі втрати припиняють наступ.
18 жовтня частини Червоної армії полишають Можайськ під ударами 40-го моторизованого корпусу, того ж дня німецькі танки вступають в Малоярославець — 20 танків та мотопіхота, до вечора просунулися до села Вороб'ї; виникає загроза радянським військам на Подольському та Наро-Фомінському напрямах. Протягом 4-х діб німецькі сили змогли прорвати оборону Малоярославецького укріпрайону на глибину 40-45 кілометрів; понад 100 гармат було полишено радянськими частинами при відступі.
Після здобуття того ж дня німцями Таруси значно збільшується можливість виходу нацистів на Москву з півдня. 32-га дивізія в часі боїв за Можайськ знищила понад 100 танків, 15 броньовиків, близько 40 гармат та мінометів, 120 мотоциклів, 220 вантажівок, збито 3 літаки, вбито до 10000 солдатів противника.
Протягом 15-18 жовтня сектор охорони Московської зони затримав понад 23000 радянських військових, відступаючих з лінії фронту.
Після Можайська німецькі сили прямують на Дорохово, в Дороховському протитанковому районі оборонялися 20-та та 22-га танкові бригади й артилерійський протитанковий полк; перед ними тримали оборону частини 50-ї стрілецької дивізії генерала М. Ф. Лебеденко; на східній околиці розташовувалася ударна група 22-ї танкової бригади — батальйон середніх танків, батарея протитанкової артилерії та засоби забезпечення бригади. На початковому етапі радянські частини відбивали наступ неузгоджено, нацисти полишили лобову атаку на Дорохов та обходять танкові засади з півдня. Ударна група 22-ї танкової бригади контратакує німецькі сили, що прорвалися, та зупиняє їх просування в східному напрямі. В тому часі з резерву Ставки прибувають 82-га мотострілецька дивізія та 25-та танкова бригада, спільними діями з 22-ю танковою бригадою нацистів відкинено на 10 кілометрів від Дорохова. Згодом ці бригади з піхотою 82-ї стрілецької дивізії змогли стабілізувати фронт 5-ї армії, армія далі Кубинки не відійшла.
Після зайняття Вереї німці займають Борисово, при спробі відбити радянський 36-й мотоциклетний полк Т. І. Танасчишина, 3 танки Т-28 та 5 броньовиків розбили німецьку передову групу.
Під загорозою оточення залишки 4-го батальйону курсантів та частини 312-ї стрілецької дивізії знімаються з-під Малоярославця та відходять на річку Протву і Нарський рубіж.
16-та радянська армія далі Волоколамська нацистів не пропустила, 33-тя армія закріпилася на річці Нарі і не пропустила німців далі Наро-Фомінська. Передній край оборони по північному берегу Нари зайняли частини 10-ї повітряно-десантної бригади підполковника Я. Ф. Чабаєва та 93-ї стрілецької дивізії генерал-майора К. М. Ерастова, другу лінію займали танки 24-ї танкової бригади (полковник В. П. Зелінський), що розміщалися в засадах.
20 жовтня німецькі сили знаходилися за 12 кілометрів від Наро-Фомінська в селі Шапкіно. Радянська 18-та дивізія скеровується під Скірманово за 25 кілометрів до Істри для підсилення оборони дивізії Панфілова.

Радянський мотоциклетний відділ.

21 жовтня 113-й стрілецький полк спромігся вирватися з Можайська біля села Вандово, решта частин дивізії — між селами Ратчино і Тетерино, по цьому з важкими боями розрізнені групи відходять за річку Іскону.
Станом на 21 жовтня в 10-й танковій дивізії зі 150 танків на ходу лишалося 75.

## Завершення операції
До 21 жовтня радянські війська спромоглися сповільнити темпи наступу 57-го моторизованого та 12-го армійського німецьких корпусів на річці Нара.
Станом на 23 жовтня 49-та радянська армія зупинила наступ 13-го армійського корпусу на рубежі західніше Серпухова — Таруса — Алексин. Особливо запеклими були бої на ділянках 5-ї гвардійської стрілецької дивізії (командувач полковник П. В. Миронов), 60-та дивізія (полковник В. І. Калінін) та 194-та стрілецька дивізія полковника М. О. Сіязова.
23-24 жовтня тривали запеклі вуличні бої за Наро-Фомінськ, німці змогли оволодіти південною частиною міста.
24 жовтня нацисти посилюються силами 7-го армійського корпусу генерала Вільгельма Фармбахера та поновлюють наступ на оборону 5-ї радянської армії. 5-та армія, посилена двома стрілецькими дивізіями, контратаками 20-ї та 22-ї танкових бригад (підполковник І. П. Єрмаков), 50-ї стрілецької дивізії Лебеденка та 25-ї танкової бригади полковника І. А. Таранова зупиняє наступ нацистів.
До 25 жовтня німецькі війська потіснили сили 16-ї армії, форсували Рузу; лівий фланг армії посилюється 18-ю та 126-ю стрілецькими дивізіями. Німці спромоглися відтіснити радянські 5-ту та 30-ту армії, обходячи Волоколамськ з півночі та півдня, потіснивши фланги 16-ї армії та 27 жовтня два піхотні полки за підтримки авіації та при артпідготовці, наступаючи з Порохово, захопили місто, зупинені тут прибулими 78-ю стрілецькою (генерал-майор О. П. Бєлобородов), 126-ю стрілецькою дивізіями (полковник Ю. В. Бедін). Німці закріпляються, до ранку 28 жовтня в Волоколамську було до 100 танків.
Станом на 25 жовтня в радянській 53-й стрілецькій дивізії лишалося 1500 людей, 312-й стрілецькій — 300, в довідці Генштабу фігурують «залишки» 17-ї стрілецької дивізії.
Німецькі спроби просунутися східніше до шосе, ведучого через Істру на Москву, відбила щойноприбула 50-та кавалерійська дивізія. 28 жовтня позиції посилила 78-ма стрілецька дивізія.
В кінці жовтня німецький наступ був зупинений по лінії Істринське водосховище — східніше Волоколамська — Наро-Фомінськ — річка Нара — річка Ока до міста Алексин. 144-та стрілецька дивізія 5-ї армії займала оборону по річці Мала Істра — село Локотня; 82-га утримувала східну частину Дорохово та контролювала Хом'яки, 32-га тримала лінію південніше автостради по східному берегу Нарських ставків та річки Нари.
4 листопада командир 113-ї стрілецької дивізії полковник Герасимов Олександр Герасимович та комісар Г. Ф. Шабанов з наказу Жукова розстріляні перед строєм за відхід дивізії без погодження з-під Рузи (у військового формування повністю закінчилися набої).
5 січня 1942 5-та танкова бригада підполковника І. Ф. Кириченка отримує звання 2-ї гвардійської танкової бригади.
8 січня 1942 року 36-й мотоциклетний полк Танасчишина отримав назву Першого гвардійського мотоциклетного, 140 бійців та командирів нагороджені орденами та медалями.